# دونگ ژائوژی
دونگ ژائوژی (انگلیسی: Dong Zhaozhi؛ زادهٔ ۱۶ نوامبر ۱۹۷۳) شمشیرباز اهل چین بود.
وی در مسابقات کشوری و بین‌المللی در مجموع برندهٔ ۲ مدال نقره شده‌است.